# Дмитров
Дми́тров — город в Московской области России. Центр и крупнейший населённый пункт Дмитровского муниципального округа. Город воинской славы (с октября 2008 года). Население — 63 044 чел. (2024).

## Расположение
Дмитров находится в 65 км к северу от центра Москвы (в 50 км от МКАД), на пересечении автодорог: А104, А108 и Р112.
В городе располагается железнодорожная станция Дмитров Савёловского направления. Железнодорожный узел; двухпутная дорога на юг (Москва), однопутные — на север (Дубна и Кимры) и на восток (Александров).
Ранее в городе располагался грузовой порт на канале имени Москвы, который использовался для транспортировки сыпучих материалов и грузов по воде.
Город располагается на холмах Клинско-Дмитровской возвышенности и в долине реки Яхромы. На северо-западе города по Яхромской пойме начинается Верхневолжская низменность.

## История

### Ранняя история
До существования города в X—XI веках на возвышенном (сухом) месте находился славянский посёлок. Раскопки 2001—2003 годов, произведённые Подмосковной археологической экспедицией Института археологии РАН, обнаружили возвышенный останец возле старицы реки Яхромы и различные предметы быта на его территории. Наиболее ранние находки относились к X веку. В дальнейшем, в середине XII века при увеличении вала и рва на месте уже существующих укреплений, в территорию Дмитровского кремля попадают и заболоченные участки, примыкающие с севера.
Согласно летописи, город основан в 1154 году князем Юрием Долгоруким в долине реки Яхромы на месте ранее существовавшего здесь славянского поселения и назван в честь своего новорожденного сына Всеволода, впоследствии прозванного «Большое Гнездо». По обычаю того времени при крещении Всеволод получил второе имя — Дмитрий в честь святого великомученика Дмитрия Солунского, почитавшегося на Руси, это имя и получил город.
В 1181 году упоминается в летописи как город, представляющий собой укреплённый пункт на западной окраине Владимиро-Суздальской земли. Дмитров имел не только стратегическое значение в качестве пограничной крепости, но и экономическое. Отсюда по реке Яхроме шёл водный путь в Волгу, также по Шексне шла торговля на север. Влияние торгового пути на север возрастает в XV—XVI веках по мере роста влияния Московского княжества.
В 1180 году во время войны киевского князя Святослава Всеволодовича с Суздальским княжеством Дмитров был сожжён Святославом. Вскоре город оправился от разорения. К 1214 году принадлежал Ярославу Всеволодовичу из Переяславля, когда к Дмитрову подошло Московское войско князя Владимира (сын Всеволода). Дмитровцы пожгли предместья и, затворившись в городской крепости, отбили наступление. Более того, чуть не застрелили самого Владимира, когда тот снял осаду и разбили тыл его дружины при отступлении.

### Центр удельного княжества
Город неоднократно менял своих хозяев. Во время нападения Владимира он с окрестностями входил в состав небольшого Переяславль-Залесского удельного княжества с центром в городе Переяславль-Залесский, входившего в состав Владимиро-Суздальского великого княжества. Около 1247 образовалось Галицко-Дмитровское княжество, затем, между 1280, когда в летописи сообщается о смерти князя Галицкого и Дмитровского Давида Константиновича и 1334, когда упоминаются князья Борис Дмитровский и Фёдор Галицкий, Галицко-Дмитровское княжество распадается и образуется самостоятельное Дмитровское княжество.
В течение XIII века город дважды (в 1238 Батый, 1293 Тудан) был разграблен монголо-татарами. В 1300 году в Дмитрове состоялся съезд четырёх ведущих князей Северо-Восточной Руси (Андрей Александрович Владимирский, Даниил Александрович Московский, Иван Дмитриевич Переяславский и Михаил Ярославич Тверской). в 1382 году город сожжён Тохтамышем, последний раз степной набег затронул город в 1408 (Едигей).
В 1364 Дмитровское княжество вошло в состав Московского, и титул князя Дмитровского сохранялся за сыновьями Великого князя. В 1372 году город осаждал, пожёг городской посад и взял с него выкуп Михаил, князь Тверской. Наивысшего расцвета город достиг в первой половине XVI веке при князе Юрии (правил в 1505—1533), втором сыне Ивана III. Именно в это время возводится Успенский собор и начинается каменное строительство в Борисоглебском монастыре. Герберштейн сообщает о том, что торговые связи дмитровских купцов достигали Каспия, через Дмитров проходил торговый путь на север, куда поставлялся хлеб и откуда в Москву везли пушнину, соль и ценных охотничьих птиц. Дмитровской торговле покровительствовала высшая княжеская власть, например, в 1489 году именно здесь селят купцов из завоёванной Вятки.
В Куликовской битве участвовали дмитровские дружина и ополчение, разные летописи упоминают от 20 до 25 погибших в битве «бояр дмитровских».
В XV—XVI веках вокруг центра Дмитрова сформировались городские слободы, заселённые ремесленным людом и купцами: Берёзовская, Спасская, Пятницкая, Никитская, Ильинская (или Юрьевская) и Васильевская, Конюшенная слобода за рекой Яхромой, принадлежавшая Конюшенному приказу. Также Борисоглебская монастырская слобода с хозяйственными постройками. К городу непосредственно примыкало дворцовое село Подлипичье.

### Упадок
В 1565 году после разделения царём Иваном Грозным Русского государства на опричнину и земщину город вошёл в состав последней.
В 1566 году Дмитровским князем становится Владимир Андреевич Старицкий, оказавшись последним удельным Дмитровским князем. В 1569 году после его смерти, город был передан в опричнину, а Дмитров окончательно переходит в подчинение Москвы.
Однако к началу XVII века былое торговое значение Дмитрова падает, так как сформировался прямой сухопутный торговый путь от Москвы через Ярославль, Вологду в Архангельск, куда прибывали товары морским путём из Европы.
Генрих фон Штаден, в 1560—1570-х годах, описывая в «Записках о Московии» путь в Москву по Шексне, Волге и др. рекам через Углич и Дмитров, отмечал, что города эти запустели. 
.

### Польско-литовское разорение
Дмитровский удел не обошли события Смутного времени.
12 января 1610 года в городе укрепились отступившие от стен Троице-Сергиева монастыря отряды Яна Сапеги (см. Троицкая осада). В феврале против них выступил Михаил Скопин-Шуйский, он победил Сапегу в полевом сражении и освободил бы Дмитров, но город удержали союзные полякам донские казаки. Сапега, однако, не задержался в Дмитрове — дождавшись прибытия из-за Волги отрядов с припасами, он отошёл к Волоколамску, а Скопин-Шуйский, сняв таким образом блокаду Москвы, торжественно вступил в столицу.
Уничтоженные Сапегой деревянные укрепления больше не восстанавливались, тем более что и потребность в них отпала. Польско-литовское разорение сказывалось ещё долго. 
В 1624 году по Сотной выписи в Дмитрове было 143 податных двора и 133 пустых (не считая прилегающих слобод), жители которые погибли в "Литовское разорение". Оставшие двора заселяли, в основном, вдовы с детьми. Также запустение затронуло и торговлю: пустыми стояли 200 лавок, действующими оставались лишь 59 лавочных мест. Посад города (слободы) также пострадали. Так в Конюшенной слободе в 1624 году числились 50 дворов полных и 22 пустых дворов. В Берёзовской слободе стояло 32 полных и 20 пустых дворов.
В память о событиях Смутного времени остался топоним Таборы.

### Уездный город
Дмитров является центром Дмитровского уезда. В 1781 году в числе многих русских городов Дмитров получил герб.
В XVIII—XIX веках Дмитров оставался в основном торговым городом. Доля купечества здесь достигала 10—15 %, в то время как в среднем по стране купцов было около 1,3 % от городского населения. К концу XVIII века начинается новое оживление в местной торговле, что сказывается на развитии Дмитрова. Возобновляется каменное строительство, перестраиваются старые деревянные церкви, в 1784 город получает регулярный план застройки.
Отечественная война 1812 года почти не нанесла городу урона. 10 октября (28 сентября н.ст.) 1812 года Дмитров занял французский отряд, но, узнав о приближении русских войск из Клина, вскоре оставил город без боя.
Любопытно, что «визитной карточкой» города, как и в Туле, были пряники, а также и баранки. В частности, во время визита в 1858 Александра II вместо традиционных хлеба-соли гостю поднесли печатный пряник. В музеях ещё сохранились доски-формы для традиционных дмитровских пряников «разгоня».
Во второй половине XIX века после строительства Николаевской железной дороги Москва-Санкт-Петербург через Клин (1851) и Московско-Ярославской железной дороги через Сергиев Посад (1869). Дмитров, оставаясь административным центром, оказывается в относительно невыгодном экономическом положении, значение старой речной торговли сходит на нет, население сокращается, хотя Дмитровский уезд в целом считался одним из наиболее промышленно развитых в губернии наряду с Богородским и Московским.
Из этого состояния город отчасти вывела постройка железной дороги Москва-Савёлово (1900). Дорогу провели прямо через город. При строительстве засыпали старое русло реки Яхромы (Нетёку).
Ко времени Первой мировой войны начинается рост населения и промышленности. В частности, чугунолитейный завод Галкина получил заказ на изготовление ряда деталей экспериментального Царь-танка, испытанного вскоре на полигоне близ деревни Очево Дмитровского уезда. Развитию экономических связей в уезде способствовало создание в 1915 году Союза дмитровских кооперативов.

### Большевистско-советский период
После Февральской революции 1917 года власть в стране и уезде сосредоточилась в руках кадетов, октябристов, меньшевиков и эсеров. Представителем Временного правительства в уезде был назначен князь Гагарин, начальником милиции — октябрист помещик Грузинов.
В уезде были сформированы два органа власти: Комитет общественных организаций и Совет рабочих депутатов.
10—15 марта 1917 года прошли выборы Совета рабочих депутатов. В состав Совета были выбраны два большевика, большинство получили меньшевики и эсеры, а в социальном разрезе — врачи, агрономы, юристы, а также рабочие. Председателем Комитета стала врач Дмитровской больницы Н. С. Корженевская. В уездный Совет крестьянских депутатов было избрано 104 человека.
В июле 1917 года на собрании представителей местных партийных организаций в Дмитрове был избран первый уездный комитет РСДРП (большевиков) из представителей фабричных ячеек в составе трёх человек — В. В. Минина (председатель), А. И. Бокарева, М. С. Михайлина.
В сентябре в уезде был создан штаб Красной Гвардии, образован уездный военно-революционный комитет (ВРК). Председателем назначается А. И. Ржанов. Меньшевики и эсеры в противовес создали свой Комитет общественной безопасности, который возглавил кадет В. П. Каверин.
В ночь с 3 на 4 ноября красногвардейский отряд Бутырского района Москвы под руководством Торгованова и отряды с Икши и Яхромы захватили власть в Дмитровском уезде, заняли вокзал, почту, телеграф и помещение уездной милиции. На заседании ВРК было принято воззвание к населению Дмитрова и уезда.
7—8 января 1918 года прошёл 1-й объединённый уездный съезд Советов рабочих, солдатских и крестьянских депутатов и выборы Исполкома. Председателем выбран Д. К. Ковалкин, секретарём И. В. Минин, был утверждён состав уездного Совета народных комиссаров.
Постановлением 2-го уездного съезда Совета рабочих, солдатских и крестьянских депутатов от 23 января 1918 года были распущены земская и городская управы, после чего начал функционировать городской совет.
Проблемы с поставками продовольствия в городе нарастали по мере усиления натурализации экономики, прямого продуктообмена и других мер политики военного коммунизма, к которой большевики приступили с лета 1918 года.
Пытаясь избежать голода, городской Совет по постановлению уездного продовольственного комитета решил прекратить выдачу хлеба и муки лицам 1-й категории (всё население города было разделено на 3 категории в зависимости от социально-классовой принадлежности), куда относились имущие слои города.
В списке[каком?] за февраль 1918 года значится 87 человек, среди которых известные в прошлом люди Дмитрова: князь М. А. Гагарин, графиня О. Д. Милютина, городской глава А. И. Полянинов, городской староста Л. А. Елизаров и др[уточнить].
6 августа 1918 года Дмитровский городской Совет по решению уездного Совета рабочих, крестьянских и красноармейских депутатов был реорганизован в Комитет бедноты. Это означало усиление чрезвычайных революционных органов взамен представительских после введения продовольственной диктатуры.
11 августа 1918 года в Дмитровском уезде произошло восстание местных жителей в селе Рогачёво против попытки дополнительного изъятия имущества силами тройки чекистов и отряда красноармейцев. Возмущённые решением местного Комитета бедноты о дополнительном изъятии зерна и продовольствия, жители Рогачёва и его окрестностей напали на прибывший сюда продотряд. Были убиты 6 красногвардейцев (красноармейцев). На следующий день в Рогачёво прибыл отряд красноармейцев из Дмитрова, а затем отряд латышских стрелков из Москвы. В ходе зачистки несколько зачинщиков восстания были схвачены и расстреляны. Прах красноармейцев, погибших 11 августа, был перевезён в Дмитров и захоронен в сквере по улице Загорской. На этом месте был поставлен обелиск с красной звездой и 4 памятными досками с записями о шести героях-мучениках, погибших в борьбе с кулаками.
В 2005 году при проведении работ в сквере старый памятник, ставший историческим свидетельством времён Гражданской войны, разобрали, а на его месте поставили объект с не читаемыми буквами. В 2016 году на гранитной плите установили памятную доску с восстановленными фамилиями захороненных бойцов.
10 февраля 1921 года в городе прошли проводы с гробом тела П. А. Кропоткина, скончавшегося в ночь с 7 на 8 февраля.
В 1919 году территория Дмитровского уезда сильно уменьшается, из него был выделен Сергиевский уезд (Сергиево-Посадский район). В 1921 году северная часть Дмитровского уезда была передана в созданный Ленинский уезд (в дальнейшем Талдомский район).
14 января 1929 года из остатков Дмитровского уезда был создан Дмитровский район в составе Московского округа Центрально-Промышленной области (с 3 июня 1929 года в составе Московской области).
В 1935 году из Дмитровского Коммунистического района был выделен Рогачёвский район с центром в селе Рогачёво. В 1957 году эта территории была возвращена обратно в Дмитровский район.
В городе переименованы улицы: Валовая в улицу Минина (в честь старейшего большевика Дмитрова — В. В. Минина), 1-я Борисоглебская (стала улица Семенюка), Дворянская (сейчас Кропоткинская), Пятницкая (Почтовая), Кашинская (Профессиональная улица), Спасская (в Водопроводную, затем в Пушкинскую), Борисоглебская (Костинская, затем Лиры Никольской), Троицкая (Загорская), часть Московской улицы стала Советской, Верхнеторговая (Советская площадь).
Одна из улиц Дмитрова названа в честь крестьянского писателя С. П. Подъячева.

### Строительство канала Москва — Волга. Дмитлаг. Индустриализация
10 апреля 1932 года Президиум ВЦИК постановил «Включить в черту г. Дмитрова, Дмитровского района, селения: Подлипичье, Шпилёво и Подлипичью слободу с их земельными угодьями».
15 июня 1931 года вышло Постановление Пленума ЦК ВКП (б) о строительстве канала Москва — Волга.
1 июня 1932 года СНК СССР рассмотрел и утвердил дмитровский вариант направления трассы канала. Были созданы управление Москва-Волгострой и Дмитлага ОГПУ (с 1934 года — НКВД). Строительство канала велось силами заключённых.
В 1932 году в связи с началом строительства канала руководство Дмитлага решило приспособить под свои нужды Борисоглебский монастырь, где с 1926 года размещался музей и архив. Типография уездного исполкома также была передана Дмитлагу. В новопостроенном здании на Московской улице печатались различные издания управления Москва-Волгостроя и Дмитлага.
В 1930-е годы строительство и расширение Дмитровского экскаваторного завода (ДЭЗ). В 1934 году строительство Дмитровской трикотажной (перчаточной) фабрики и Дмитровской машинно-тракторной станции.
В сентябре 1934 года были завершены работы на первом опытном километре канала между Дмитровом и Яхромой.
На месте Дома Культуры Дмитровского экскаваторного завода (сейчас ДК «Современник») на улице Большевистской до конца 1950-х годов стоял одноэтажный клуб «Дмитлага». Сохранился сквер вокруг ДК и ограда.
В 1933 году его привезли в разобранном виде после окончания строительства Беломоро-Балтийского канала. В клубе проходили агитация советских писателей за перевоспитание трудом заключённых и собрания передовиков ДмитЛага.
Рядом соседствует красивое здание Дмитровских электросетей управления канала имени Москвы, которое было построено в период прокладки канала.
Численность ДмитЛага, по переписи на 1 января 1933 года, составила 1 миллион 200 тысяч заключённых.
Инженерный состав и вольнонаёмные жили в основном в Дмитрове, а лагеря с заключёнными были расположены вдоль всей трассы канала. Население города выросло в три раза и жилья не хватало. В то время этот район города жители называли просто — ДмитЛаг. Старожилы Дмитрова хорошо помнят так называемый «городок» с улицами: Большевистская, Чекистская, Комсомольская, Пионерская, Инженерная (деревянные 2-этажные бараки для технических работников), Энергетическая, Шлюзовая.
17 апреля 1937 года была заполнена водой вся трасса канала Москва-Волга. 1 мая в Дмитров по каналу прибыла первая флотилия судов с Волги. 15 июля была открыта первая постоянная навигации по каналу. В 1947 году канал Москва — Волга был переименован в канал имени Москвы.
Канал был проложен прямо по городской территории. При прокладке канала оказалось изолированным Заречье, почти исключённое из хозяйственной жизни города, и исчезли целые кварталы исторической части Дмитрова между рекой Яхромой и её старым руслом (Нетекой), находившиеся на трассе канала. Были снесены Всехсвятская церковь, Преображенская церковь (также Никитская церковь) на Никитской улице (сейчас Луговая) и церковь Василия Великого (церковь Благовещения Пресвятой Богородицы на Нетеке).
Дома, расположенные на территории прокладываемого канала, были перенесены на бывшие колхозные земли с образованием Горьковского посёлка.
31 января 1938 года Управление эксплуатации канала Москва — Волга было передано в подчинение Наркомвода, а Дмитлаг был реорганизован в Отдельный Дмитровский район ГУЛАГа. В том же году он был преобразован в ИТЛ Дмитровского механического завода, просуществовавший до 1940 года.
После окончательного расформирования исправительных лагерей агитационная и производственная база ИТЛ распалась на несколько предприятий, которые были переименованы и переданы в Наркоматы промышленности: Гравийно-песчаный завод № 24, Фабрика офсетной печати № 2, Дмитровский завод фрезерных станков (ДЗФС), Лесозавод и грузовая железнодорожная станция Каналстрой.
Строительство канала дало импульс промышленному развитию города и района. Очередной подъём города также был связан с возрождением водного пути на север.
В результате стройки появились посёлок Каналстрой, улицы Волгостроевская, Волжская.
На въезде в Дмитров с юга на западном берегу канала 17 июля 1997 года, в год 60-летия строительства, по инициативе краеведов и администрации города в память о заключённых, погибших на строительстве канала, был поставлен стальной 13-метровый памятный крест.

### Военный и послевоенный период
В ноябре 1941 года Дмитровский экскаваторный завод был эвакуирован в Тюмень, Дмитровская трикотажная (перчаточная) фабрика в город Советск Кировской области. ДЗФС перешёл на выпуск продукции военного назначения.
26—27 ноября 1941 года в районе Дмитрова на Перемиловской высоте развернулось наступление немецко-фашистских войск, ставшее частью Битвы за Москву.
Немецким войскам удалось форсировать канал и закрепиться на высоте, но 29 ноября они были выбиты оттуда Первой ударной армией генерал-лейтенанта Кузнецова В. И., находившегося в Дмитрове. От Дмитрова действовал бронепоезд № 73 НКВД под командованием капитана Малышева и дмитровский строительный батальон.
После этого началось контрнаступление Красной армии, к 11 декабря весь Дмитровский район был освобождён от захватчиков.
В 1940-е годы на северо-восточной окраине города силами военнопленных был построен Финский посёлок.
Город получил развитие в направлении ДЭЗ: был построен первый стадион «Авангард», новые здания городской поликлиники, двухэтажные кирпичные многоквартирные дома по улице Большевистской, на месте клуба Дмитлага был построен красивый дом культуры ДЭЗ.
После войны продолжилось освоение Яхромской поймы.
В 1950-е годы также ведут жилищное строительство в т. ч. двухэтажные многоквартирные дома другие предприятия: ДЗФС, Дмитровская перчаточная фабрика у вокзала по улице Московской, Завод железно-бетонных конструкций — по улице Инженерной.
В 1952 году в Дмитрове получил прописку строительный Мостопоезд № 422, который затем получил название Мостоотряд-90. Предприятие возвело в городе и районе множество важных объектов.
8 августа 1959 года, согласно решению № 955 Мособлисполкома, территории жилого заводского посёлка и жилые дома управления каналом им. Москвы, ДЗФС, лесозавода, экспериментально-механического завода, автобазы и нефтебазы вошли в границы города Дмитрова.
5 ноября 1959 года согласно решению № 1930 Мособлисполкома из Орудьевского сельского совета в состав Дмитрова были выделены посёлок Каналстрой и посёлок завода железобетонных конструкций.
В 1962 году формирование фабрики «Юность» по изготовлению детской одежды на базе Дмитровской швейной фабрики из Татищево.
В 1963 году Мособлисполком утвердил новый генеральный план Дмитрова, согласно которому обновлялся старый город и планировалось широкомасштабное строительство на новых территориях. В этом же году были заселены первые дома нового микрорайона Космонавтов.
В конце 1960-х — начале 1970-х годов была построена Юго-Восточная объездная дорога. Жилой фонд города оказался внутри периметра дороги.
В 1972 году был построен Дмитровский опытный завод алюминиевой консервной ленты, на котором впервые в стране была получена алюминиевая лента для тары пищевой промышленности.
В 1960-е—1980-е годы город был застроен многоквартирными панельными домами производства Дмитровского домостроительного комбината и приобрёл основные черты современного облика.
Архитектурный ансамбль дореволюционного города сохранился внутри кремля и на торговой площади, а также вокруг вала и за железной дорогой в виде «частного сектора» (бывшие слободы Дмитрова).
Новейшая история
Главой города (района) был назначен, а затем выбран В. В. Гаврилов, находившийся на посту руководителя Дмитровского муниципального района с 1991 по 2017 год.
В 1990-х годах начало строительство нового микрорайона. Помимо жилых зданий в нём были впервые построены ледовый дворец, современный плавательный бассейн и парк «Экстрим». Был построен Дом детского творчества «Радуга», создан сквер в честь дмитровчанки, олимпийской чемпионки Алины Макаренко. В дальнейшем спортивный комплекс был расширен добавлением ещё одной ледовой хоккейной площадки и центром фигурного катания и кёрлинга.
Дмитров получил новое современное лицо, город и район стали центром зимних видов спорта в Московской области.
К 850-летию города (2004 год) была проведена масштабная кампания по благоустройству и развитию города.
В 2005 году Дмитров занял первое место во Всероссийском конкурсе «Самый благоустроенный город России» в категории «До 100 тыс. жителей». 30 октября 2008 года Дмитрову было присвоено почётное звание «Город воинской славы».

## Климат
Согласно климатическому районированию России, Дмитров находится в атлантико-континентальной европейской (лесной) области умеренного климатического пояса.
Метеорологическое наблюдение осуществляет Дмитровская метеостанция с 1897 года.
| Показатель                            | Янв. | Фев. | Март | Апр. | Май  | Июнь | Июль | Авг. | Сен. | Окт. | Нояб. | Дек. | Год |
| ------------------------------------- | ---- | ---- | ---- | ---- | ---- | ---- | ---- | ---- | ---- | ---- | ----- | ---- | --- |
| Средняя температура, °C               | −7,2 | −6,8 | −1,6 | 6,1  | 12,8 | 16,5 | 18,9 | 16,8 | 11,3 | 5,2  | −1,3  | −5,2 | 5,5 |
| Норма осадков, мм                     | 45   | 36   | 33   | 34   | 62   | 75   | 71   | 74   | 59   | 65   | 49    | 47   | 650 |
| Источник: ФГБУ «Гидрометцентр России» |      |      |      |      |      |      |      |      |      |      |       |      |     |

## Население
| 1624    | 1649    | 1787    | 1856    | 1859    | 1897    | 1913    | 1915    | 1926    | 1931    | 1933    | 1939    |
| ------- | ------- | ------- | ------- | ------- | ------- | ------- | ------- | ------- | ------- | ------- | ------- |
| 700     | ↗1300   | ↗3000   | ↗6800   | ↗7000   | ↘4500   | ↗7200   | ↘4600   | ↗6400   | ↗8500   | ↗9100   | ↗25 029 |
| 1959    | 1967    | 1970    | 1979    | 1982    | 1986    | 1987    | 1989    | 1992    | 1996    | 1998    | 2000    |
| ↗34 518 | ↗38 000 | ↗44 489 | ↗57 418 | ↗60 000 | ↗64 000 | →64 000 | ↗65 237 | ↗65 800 | ↘64 900 | ↘64 400 | ↘63 800 |
| 2001    | 2002    | 2003    | 2005    | 2006    | 2007    | 2008    | 2009    | 2010    | 2011    | 2012    | 2013    |
| ↘63 500 | ↘62 219 | ↘62 200 | ↘61 500 | ↘61 400 | ↗61 700 | ↗62 300 | ↗62 869 | ↘61 305 | ↘61 300 | ↗62 899 | ↗64 000 |
| 2014    | 2015    | 2016    | 2017    | 2018    | 2019    | 2020    | 2021    | 2023    | 2024    |         |         |
| ↗64 906 | ↗65 716 | ↗66 588 | ↗67 506 | ↗68 044 | ↗68 666 | ↗68 792 | ↘65 574 | ↘64 307 | ↘63 044 |         |         |

На 1 января 2025 года по численности населения город находился на 247-м месте из 1124 городов Российской Федерации.

## Городская символика
20 декабря 1781 Дмитров получил герб, разработанный герольдмейстером Волковым. Он был представлен в виде щита, разделённого пополам. В верхней части изображён герб Московской губернии Георгий Победоносец, поражающий копьём дракона, а в нижней части — 4 короны на горностаевом поле в память о княжеском съезде 1301 года.
16 марта 1883 года был утверждён другой вариант герба Дмитрова, разработанный Б. Кёне и просуществовавший до 1917. 4 короны на горностаевом поле заняли весь щит, герб губернии переместился в «вольную часть» — верхний левый угол. Щит увенчан серебряной башенной короною о трёх зубцах. За щитом два накрест положенных золотых молотка, соединённых Александровской лентою.
22 января 1991 герб 1781 года был восстановлен в качестве герба района.

## Достопримечательности

### Архитектурный комплекс Дмитровского кремля
Дмитровский кремль обнесён земляными укреплениями, овальными в плане и представляющими собой вал высотой до 15 м и длиной 960 м. До 1610 по его гребню шли рубленые бревенчатые стены с 10 башнями, из которых две (Егорьевская на юго-востоке и Никольская на северо-западе) были проездными. Третий проход внутрь укреплений появился лишь во второй половине XIX века. Вал был окружён рвом с подъёмными мостами — в наши дни существует лишь небольшой южный участок рва, восстановленный в 1980-е годы и не заполненный водой. Во время Смуты деревянные укрепления были сожжены и больше не возобновлялись. Никольские ворота были воссозданы в 2004 году по проекту архитектора И. Ю. Коровина, но 20 апреля 2007 года сгорели. Через несколько месяцев они были восстановлены, но 15 мая 2010 года сгорели опять и были снова восстановлены. Они стоят и по сей день.
В 1933—1934 в результате археологических исследований экспедицией ГАИМК на Москва-Волгострое на городище обнаружены остатки деревянных срубных жилищ XII века, кузница, сыродутный горн, лавка и другие предметы культурных слоев XI—XIX веков. Также в 2001—2003 на территории кремля проводились раскопки Института археологии РАН под руководством А. В. Энговатовой, которые обнаружили укреплённый славянский посёлок X века.
Архитектурной доминантой кремля является Успенский собор, построенный между 1509 и 1533 и неоднократно подвергавшийся переделкам, в результате которых в 1841 он приобрёл 9 глав и пирамидальную композицию. В соборе находится пятиярусный иконостас конца XVII века с иконами XV—XIX вв; в систему наружного декора введены три уникальных для древнерусской пластики монументальных изразцовых барельефа XVI века.
Рядом располагается административный комплекс, здания которого (присутственные места, служебные флигели, тюрьма) строились в разное время с 1810 по 1830-е годы. Гораздо позже к нему была добавлена тюремная Елизаветинская церковь (1898, архитектор С. К. Родионов, построена на средства фабрикантов Ляминых) в русском стиле, интерпретирующем формы XVII века.
Также в границах укреплений находится гимназия (1876, перестроена и расширена С. К. Родионовым в 1915), дворянское собрание и церковно-приходская школа. Возле проезда Никольских ворот в 1868 на средства горожан в ознаменование чудесного спасения Александра II от покушения на него в 1866 построена часовня св. Александра Невского в эклектичном «тоновском» стиле. Несколько зданий XIX века находится к юго-западу от кремля. Среди них выделяется гостиница Суходаева (1872), где сейчас размещается администрация района. За ней по улице Советской — бывшая Спасская церковь (см. ниже), перестроенная в советское время и ныне занятая службами администрации Дмитровского района.

### Архитектурный комплекс Борисоглебского монастыря
Известен с 1472 года. Древнейшим зданием на территории монастыря является собор Бориса и Глеба (построен до 1537). Датировка по фрагменту намогильной плиты с датой 1537г, вставленной в кладку северной апсиды (около 1840 года) ошибочна. Вероятнее всего, собор был построен в середине XVI века, возможно, как вклад царя Ивана Грозного «по душе» своего уморённого голодом дяди Юрия Ивановича. В конце XVII века в монастыре начинается активное строительство: в 1685—1689 сооружается 4-метровая ограда с 4 угловыми башенками. В стены встроены комплекс Святых ворот с Никольской церковью (1672—1687), братские кельи (конец XVII века) и духовное правление (1902, архитектор П. А. Ушаков), за стенами — настоятельский корпус первой половины XIX века.
C 1926 в монастыре размещался местный краеведческий музей, позже перевезённый в Успенский собор. С 1932 в нём расположилось Управление строительства канала Москва-Волга и Дмитлага, во время войны монастырь занимала воинская часть, после — различные организации и квартиры. В 1993 году монастырь передан РПЦ и сейчас полностью восстановлен.

### Церкви
- Казанская церковь, построенная в 1735 в усадьбе Подлипичье (улица Подлипичье, дома 4, 6) (см. ниже) перестроена в 1770-е годы П. П. Хитрово. В 1880-е годы П. М. Самаринов расширил северный придел. Современная настенная живопись сделана в 1907 году, иконостас — в 1867; иконы XVI—XVII и XIX веков.
- Введенская церковь в Конюшенной слободе (Заречье, Старо-Рогачёвская улица, дом 47) построена в 1763—1768 на средства купцов Ф. К. Макарова, А. И. и И. А. Толчёновых. В 1786 (возможно, по проекту Н. П. Осипова) построена колокольня, увеличенная в 1832. В отличной сохранности интерьер конца XVIII и стенная роспись 1788 года.
- Троице-Тихвинская церковь (Пушкинская улица, дом 17) построена в 1795—1801 на средства купцов Г. И. Лошкина и А. С. Фуфаева по образцу Никитской церкви Владимира.
- Сретенская церковь (Профессиональная улица, дом 65) в Берёзовской слободе на берегу речки Березовец. Построена в 1814 на средства купцов Большакова и Короваева в честь победы русских войск над Наполеоном. В 1883 по проекту архитектора С. К. Родионова вместо прежней сооружена массивная эклектичная колокольня. Настенная роспись, внутренняя отделка и иконостас — новейшие, 1990-х годов.
- Ильинская церковь (Старо-Яхромская улица, дом 1). Построена из кирпича на средства прихожан. Заложена в 1778 году, окончена в 1783 году. Колокольня была пристроена позднее. Памятник архитектуры в стиле «барокко» с характерной для Дмитрова местной трактовкой художественных форм. В юго-восточном углу церковного участка находится небольшая кирпичная сторожка постройки девятнадцатого века.
- Спасская церковь (Советская улица, дом 12). Строилась прихожанами с 1767 по 1773 годы на месте упразднённого в 1764 году Пятницкого девичьего монастыря. Церковь была построена в стиле «барокко», типичного для дмитровского строительства третьей четверти восемнадцатого века. Храм имел два придела, которые были освящены в честь Рождества Богородицы и великомученицы Параскевы Пятницы. По этому приделу весь храм в народе обычно называли Пятницким. В начале 1930-х гг. церковь закрыли, сломали колокольню и купол. Часть церковных икон XV—XVI веков была передана в Дмитровский историко-художественный музей и в Центральный музей древнерусской культуры и искусства имени Андрея Рублёва. В 1944 году пленными немцами сделана южная пристройка к зданию, впоследствии была добавлена северная пристройка. В бывшем храме в настоящее время обосновались разные учреждения и лишь общие контуры здания напоминают о его былом назначении.
- Церковь Всех Святых на Всехсвятском кладбище. Построена на средства прихожан в середине 2000 годов вместо существовавшей ранее деревянной кладбищенской церкви, возведённый в 1868 на средства настоятеля Симонова монастыря архимандрита Евстафия (Романовского) и снесённой в 1930-х годах при прокладке канала имени Москвы.
- Часовня Святого Александра Невского (Торговая площадь, дом 12). Сооружена на средства жителей Дмитрова в 1868 году по проекту архитектора В. О. Грудзина. Построена в русском стиле. Кирпичный оштукатуренный восьмигранник, увенчанный килевидными кокошниками и высокой шатровой кровлей, характерный образец «тоновской» архитектуры. Была закрыта после революции, открыта в 1993, отремонтирована. Внутреннее убранство отсутствует.
- Тюремная Елизаветинская церковь (см. выше).

### Городская застройка XVIII — начала XX веков
В Дмитрове до начала массового строительства 1960-х годов преобладала деревянная усадебная застройка. И сейчас пригороды и некоторые центральные кварталы Дмитрова — это одно-двухэтажные частные дома с садами, сохраняющие историческую городскую среду.
В городе сохранились образцы деревянной застройки XIX — начала XX века, среди них:
- Дом купца и городского головы Возничихина (1-я четверть XIX века). В нём в 1837 останавливался В. А. Жуковский со своим воспитанником, будущим императором Александром II. Уже после восшествия на престол Александр приезжал сюда снова в 1858.
- Дом Клятовых (1822) в стиле деревянного классицизма, находится на углу Загорской и Кропоткинской улиц (Сергиевской и Дворянской до революции).
- Дом купца Новосёлова (1842) в стиле ампир; расположен возле дома Клятовых.
- Дом купцов Фуфаевых (1840-е — 1850-е годы) на углу Пушкинской ул. и ул. Семенюка представляет собой наиболее характерный пример жилой застройки Дмитрова XIX века.

Широкое распространение на рубеже XIX и XX веков получил деревянный модерн, представленный следующими зданиями:
- Дом местного предводителя дворянства графа М. А. Олсуфьева, председателя дмитровской земской управы (1896). В нём провёл последние годы жизни (1918—1921) П. А. Кропоткин, о чём сообщает установленная в 1924 году памятная доска. Сейчас в доме, оказавшемся в окружении современных многоэтажных зданий, расположен дом-музей П. А. Кропоткина.
- Дом графини О. Д. Милютиной (около 1900), дочери военного министра Д. А. Милютина. Расположен на Загорской улице.
- Дом князя Вадбольского (начало XX века) на ул. Лиры Никольской.
- Дом купца Рыбакова (начало XX века) неподалёку от дома Возничихина на Рогачёвской улице.

и др.
Одним из наиболее ранних образцов сохранившейся жилой каменной застройки является дом купца Титова в стиле классицизма. Точная дата его постройки неизвестна, но он уже показан на плане Дмитрова 1800 года. Во второй половине XIX века дом принадлежал городскому голове А. П. Емельянову. Находится между рекой Яхрома и каналом.
За рекой Яхрома (Заречье) располагалась усадьба хлеботорговцев Толчёновых, купцов первой гильдии А. И. и И. А. Толчёновых. От неё сохранился дом (1785—1788, возможно, по проекту Н. П. Осипова), флигель (1774) и остатки сада. Усадьба была продана в 1796 купцу первой гильдии И. А. Тугаринову (отчего стала известна как «Тугаринов дом»), в 1840-х годах принадлежала М. А. Архангельской, после пришла в упадок, была перестроена, однако в 1968—1974 дом и флигель восстановлены в первоначальном виде под руководством Л. А. Беловой. В окрестностях усадьбы расположена построенная Тугариновым в первой четверти XIX века Тугариновская богадельня.
В 1930-х годы вошла в черту города другая усадьба — Подлипичье. Она была основана ещё в XVII веке дьяком Григорием Пятово, с 1685 по конец XVIII века принадлежала дворянскому роду Хитрово, в середине XIX века Н. А. Пономарёвой, в 1890—1917 фабрикантам Ляминым, владельцам Покровской мануфактуры, после революции перешла в собственность Товарищества Покровской мануфактуры. Планировка усадьбы утрачена — сохранились лишь дом (вторая половина XVIII века, неоднократно перестраивался в XIX и XX веках) и Казанская церковь (1735).
Следует отметить также здание вокзала, построенное, по разным данным, в 1887 или 1900 годах.

### Архитектура советского периода
В 1960-х—70-х годах Дмитров массово застраивался типовыми пяти- и девятиэтажными домами, но отличительной чертой многих из них являются вертикальные мозаичные панно на сюжеты из русских сказок, технического прогресса и др. В 1989 году на Торговой площади, около кремля, была построена по проекту Р. В. Нарского гостиница «Дмитровский посад», сочетающая общий модернистский облик, с энергичными угловатыми линиями, и созвучность историческому характеру центра города.

### Новые достопримечательности
Во время масштабной кампании по благоустройству города, развернувшейся в канун празднования его 850-летия и 855-летия, облик Дмитрова заметно изменился. В числе прочего были установлены памятники и скульптуры, среди которых:
- Памятник Юрию Долгорукому (2001, скульптор В. М. Церковников) у южного входа в кремль
- Памятник Кириллу и Мефодию (2004, скульптор А. И. Рукавишников, архитектор Р. В. Нарский) у Успенского собора
- Памятник П. А. Кропоткину (2004, скульптор А. И. Рукавишников) и скульптурная композиция, изображающая дмитровчан разных сословий и эпох на ул. Кропоткинской (2003, скульптор А. Караулов, архитектор Г. Гуляева)
- Памятник Борису и Глебу у стен монастыря (2006, скульптор А. И. Рукавишников) — уникальный тем, что на одном пьедестале расположены две конные фигуры
- Стела «Город воинской славы» (2009, архитекторы И. Н. Воскресенский, Г. А. Ишкильдина, В. В. Перфильев, скульптор С. А. Щербаков)

Запущены фонтаны:
- Фонтан «Лилия» (2004, по проекту А. И. Рукавишникова)
- Фонтан «Ожидание» (2003, скульптор А. И. Рукавишников, архитектор Р. В. Нарский)
- Каскад фонтанов на центральной площади
- Стела-фонтан, посвящённая индустриализации района, в связи со строительством канала им. Москвы в 1932—1937 годах (2000-е, автор Б. Ф. Хазов)

и др.
На первоначальном месте расположения монумента-танка Т-34, установленного в память о сражавшихся здесь во время Великой Отечественной войны солдатах, в центре города 8 ноября 2001 года зажжён Вечный огонь (архитектор Р. Нарский, скульптор А. Шитов). Сам танк перевезён на окраину Дмитрова, где были остановлены немецко-фашистские войска. В 2001 была открыта «Аллея славы» (архитекторы Н. Потапова, И. Смирнова, Г. Гуляева) с посаженными в честь почётных горожан каштанами.
В 2004 году Государственным Банком России была выпущена в обращение коллекционная биметаллическая монета «Дмитров» номиналом 10 рублей из серии «Древние города России». На реверсе монеты — изображение Успенского собора Дмитровского Кремля на фоне панорамы города, выше — герб города Дмитрова.
В 2012 году Государственным Банком России была выпущена в обращение коллекционная монета «Дмитров» номиналом 10 рублей из серии «Города воинской славы». На реверсе монеты — изображение герба города Дмитрова.
- Памятник Юрию Долгорукому
- Памятник св. Кириллу и Мефодию возле Успенского собора
- Вечный огонь на центральной площади, 2009 г
- Памятник св. Борису и Глебу
- Скульптурная композиция «Купец с купчихой»
- Фонтан на центральной площади
- Памятная биметаллическая монета 2004 года номиналом 10 рублей из серии «Древние города России» — Дмитров (реверс).
- Памятная монета 2012 года номиналом 10 рублей из серии «Города воинской славы» — Дмитров (реверс).

## Гостиницы города
В Дмитрове есть несколько гостиниц:
- Отель «Четыре Короны»
- Гостиница «Кристалл»
- Отель «Princess Frog»

## Культура, средства массовой информации
В Дмитрове действуют несколько публичных библиотек:
- Дмитровская центральная межпоселенческая библиотека
- Дмитровская городская библиотека № 4 (мкр. Махалина)
- Дмитровская городская библиотека № 5 (ул. Большевистская)
- Дмитровская городская библиотека № 6 (мкр. ДЗФС)
- Дмитровская библиотека православной культуры (ул. Космонавтов)

В городе имеются дома культуры:
- РДК «Созвездие»
- ДК «Содружество» (бывший ДК «ДЗФС»)
- ДК «Современник» (бывший ДК «ДЭЗ»)

Телевидение:
- Студия местного телевидения «Вечерний Дмитров»
- Интернет-телевидение «Dmitrov.ru»

Газеты:
- «Всё для Вас Дмитров»
- «Дмитровские известия»
- «Север Подмосковья». Первый номер вышел 28 февраля 1998 года[62]
- «Дмитровский вестник»
- «Весь Дмитров»
- «Выход в город»
- «Спорт — Тур» Спортивно-туристическое издание.
- «Тень»

В городе действуют два муниципальных театра, основанных в 1992 году:
- Дмитровский драматический театр «Большое гнездо». В 1995 стал одним из учредителей ассоциации муниципальных театров и является постоянным участником фестивалей этой ассоциации.
- Городской детский музыкальный театр «Колесо».
- Дмитровский «Образцовый» театр-студия «Арлекин», основанный в 1990 году. В 2005 году стал лауреатом Московского областного фестиваля — конкурса любительских театров.

Творческие коллективы:
- Ансамбль народной музыки "Дмитровские рожечники"

### Музеи
- Музей-заповедник «Дмитровский кремль» — один из старейших и крупнейших музеев Подмосковья. Основан как краеведческий музей 13 августа 1918 при участии П. А. Кропоткина; первым его директором стал М. Н. Тихомиров. Располагался на территории Борисоглебского монастыря, с 1933 — в Успенском соборе. В 2002 основная экспозиция переехала оттуда в новый выставочный центр (проект ПБ «АТТИК», авторы: архитекторы Н. Потапова, И. Смирнова), помимо которого, музею принадлежат ещё 9 зданий. В 2005 году посещаемость музея составила 58 000 человек[63], в нём имеется архив, научная библиотека, ведётся исследовательская деятельность[64];
  - Дом-музей П. А. Кропоткина;
  - «Дом-музей Серафима (Звездинского)».

## Здравоохранение
Государственные учреждения здравоохранения
- Дмитровская городская больница
- Дмитровская городская стоматологическая поликлиника
- Дмитровская станция скорой медицинской помощи
- Дмитровский центр медицинской профилактики

Негосударственные учреждения здравоохранения
- Медицинский центр «Инвитро»
- Стоматологическая клиника «Практика»
- Медицинская лаборатория «Гемотест»

## Образование
В 2005 году гимназия «Дмитров» была признана абсолютным победителем Всероссийского конкурса «Лучшие школы России».
В 2011 году сдан в эксплуатацию Дом детского творчества «Радуга».
В городе функционируют 10 общеобразовательных школ, 2 гимназии.
Средне-специальные образовательные учреждения города и района:
- Дмитровский рыбопромышленный колледж (пос. Рыбное)
- Дмитровский индустриально-промышленный техникум (бывшее ПУ № 20)
- Дмитровский государственный политехнический колледж,
- Дмитровское медицинское училище
- Яхромский аграрный колледж (пос. Новосиньково)

А также филиалы ВУЗов:
- Московский государственный технический университет имени Н. Э. Баумана,
- Московский государственный технический университет "МАМИ",
- Московский государственный университет приборостроения и информатики,
- Международный университет природы, общества и человека «Дубна» (филиал ДИНО)
- Московская государственная академия коммунального хозяйства и строительства,
- Российский государственный гуманитарный университет,
- Российский государственный торгово-экономический университет,
- Современная гуманитарная академия,
- Московский государственный агроинженерный университет имени В. П. Горячкина (посёлок Новосиньково)
- Астраханский государственный технический университет (посёлок Рыбное[66]).

## Связь
В городе услуги связи и интернета представляют следующие операторы:
- Билайн
- Мегафон
- МТС
- Теле2
- Линк (Link)
- Йота
- Ростелеком
- Нэт Бай Нэт Холдинг

## Спорт
Стадионы: «Авангард», «Локомотив», «Торпедо». Ледовый Дворец, парк «Экстрим», Центр фигурного катания и кёрлинга, бассейны «Дельфин» и «Бриз», фитнес-центр «Олимпик». В 2002—2009 гг. в городе существовал хоккейный клуб «Дмитров», который выступал в ВХЛ. Также, в сезонах 2012/13, 2013/14, 2014/15 и 2016/17 в городе выступала молодёжная команда хоккейного клуба «Дмитров». Футбольный клуб «Дмитров» в настоящее время выступает только в молодёжных детско-юношеских турнирах, в 2008—2009 гг. выступал во втором дивизионе.
В Ледовом Дворце играет свои домашние игры женский хоккейный клуб «Торнадо» (Дмитров), девятикратный чемпион России. Шестикратный обладатель серебряных медалей. Трёхкратный обладатель Challenge Cup. Четырёхкратный победитель Czech Womens Cup. Четырёхкратный обладатель Кубка Европейских чемпионов. Серебряный призёр Кубка Европейских чемпионов.
Дмитров является центром воздухоплавания, в городе ежегодно проводятся соревнования тепловых аэростатов за Международный Кубок Губернатора Московской области, проводились чемпионаты России. В 2004 администрация района заказала аэростат «Дмитров-850», обладающий объёмом 4250 м³ и являющийся самым большим в России.

## Транспорт
В Москву ежедневно с железнодорожной станции Дмитров отправляются около 50 электропоездов, из прибывающих со стороны Москвы примерно 15 следуют до Дубны, 10 до Савёлово, 5 до Талдома, по 4 до Орудьево и Костино. В Дмитрове делает остановку экспресс Москва-Дубна, поезд Москва-Рыбинск не останавливается.
В городе имеется автовокзал. Осуществляется автобусное сообщение с близлежащими населёнными пунктами (Икша, Яхрома, Рогачёво, Орудьево, Рыбное, Ларёво, Костино и др.) и с более отдалёнными: Москвой (метро Алтуфьево, порядка 20 автобусов в день), Дубной, Сергиевым Посадом и Хотьково, имеются и внутригородские маршруты. Многие из них дублируются маршрутными такси.

## Экономика
В городе функционируют следующие крупные непроизводственные предприятия:
- «Автоколонна № 1784» филиал ГУП МО «МОСТРАНСАВТО» (пассажироперевозки)
- «Мостоотряд-90» филиал ПАО «МОСТОТРЕСТ»
- ОАО «Дмитровский автодор»
- ООО «Облнерудпром»
- ООО "ТФ «Пять звёзд» (Сеть продуктовых магазинов)
- ООО «Дмитров-эко» (Вывоз отходов, уборка, ремонт)
- ООО «ЭКО-ЖИЛКОМ» (Утилизация и переработка отходов)
- ООО «Дмитровтеплосервис» (котельные города и района)

### Промышленность
- ФГУП «Дмитровский экскаваторный завод»
- ПАО «ДОЗАКЛ»
- ООО «КЖБИ»
- ПАО «Дмитровский завод МЖБК»
- ЗАО «Дмитровский молочный завод»
- ПАО «Дмитровский трикотаж»
- ООО «Дмитровский завод гибкой упаковки»
- ЗАО «Дмитровский деревообрабатывающий завод»
- ООО «Дмитровский завод фрезерных станков»
- ООО «Дмитровский завод РТИ» (с. Внуково)
- ООО «Дмитровский стеклотарный завод» (с. Борисово)
- ООО «Дмитровский белковый комбинат» (д. Поддубки)
- ООО «Дмитровское УПП» (предприятие Всероссийского Общества Слепых)
- ООО «Алюмет» (д. Шелепино)
- АО «ДАРЗ»
- ООО «Альфа-Силтэк»
- ООО «Дёке Экстружн»
- ООО «Завод Северный кабель»
- ООО «Дмитров — Кабель»
- ООО «Завод КвантКабель»
- ЗАО «Зелёная дубрава»
- ООО «Гофра-Дмитров»
- Мясокомбинат «Дымов»
- Мебельная фабрика «Ладья»

## Города-побратимы
- Озимо, Италия
- Бытом, Польша
- Алмере, Нидерланды
- Марьина Горка, Беларусь
- /Пицунда, Республика Абхазия/Грузия
- Резекне, Латвия
- /Рыбница, ПМР/Молдова

В 2022 году Беркли приостановил сотрудничество с Дмитровом из-за вторжения России на Украину

## Галерея
- Успенский собор
- Введенская церковь
- Казанская церковь
- Сретенская церковь
- Церковь св. Елизаветы
- Никольские ворота дмитровского кремля
- Районный дворец культуры
- ДК «Современник», бывший Дом культуры «ДЭЗ»
- Торговый дом «Русь»
- Богадельня И. А. Тугаринова
- Дом Клятовых
- Железнодорожная станция Дмитров
- Окраины Дмитровского вала
- Вид на Кропоткинскую улицу